# Малозагаєцький замок
Малозагаєцький замок — замок, збудований на пагорбі біля села Малі Загайці у XVI столітті.

## Архітектура
Замок був оточений ровом та валами. Близько 1626 року на місці старого замку, ймовірно, зруйнованого раніше, розпочалося будівництво православного монастиря, одного з найстаріших на Волині. Будівництво монастирського комплексу фінансувала Раїна Ярмолинська, з роду Боговитинів, вдова Костянтина Ярмолінського, полковника польської армії. Будівництво коштувало 30 000 злотих. Монастир був одним з головних оплотів православ'я на Волині. У монастирі знаходилася унікальна бібліотека, що містила багато стародавніх рукописів.